# Baldriga rutasaca
Baldriga rutasaca är en insektsart som beskrevs av Blocker 1979. Baldriga rutasaca ingår i släktet Baldriga och familjen dvärgstritar. Inga underarter finns listade i Catalogue of Life.